# Bactericera trigonica
Psylle de la carotte
Espèce
Bactericera trigonica, la Psylle de la carotte, est une espèce d'insectes hémiptères de la famille des Triozidae. Il s'agit d'une Psylle qui se rencontre sur les Ombellifères (Apiacées) dont les nymphes se nourrissent des feuilles. Elle est présente en Europe, en Afrique du Nord et en Asie mineure.

## Biologie
Les nymphes, ovales et fortement déprimées, mesurent environ 2 mm de long. Elles sont entourées de fils de cire brillants et se nourrissent du limbe sur la surface inférieure de la feuille. Multivoltine, la Psylle de la carotte hiberne sous forme d'imago dans les conifères.
Les principales plantes hôtes sont les Apiacées Apium graveolens, Foeniculum vulgare, les espèces du genre Daucus, dont Daucus carota, les espèces du genre Ferula dont Ferula campestris, Orlaya grandiflora et Seseli libanotis,.
Cet insecte est en outre le vecteur de la bactérie Candidatus Liberibacter solanacearum à l'origine de la maladie des chips zébrées, une maladie des Solanaceae comme les pommes de terre mais également des carottes.

## Répartition
La Psylle de la carotte est présente en Europe (Portugal, Espagne (dont les îles Canaries), France, Suisse, Italie (dont la Sicile), Tchéquie, Hongrie, Grèce, Chypre, Malte) ; en Afrique du Nord (Algérie, Tunisie, Égypte) et en Asie mineure (Turquie, Israël, Iran),,

## Systématique
Le nom valide complet (avec auteur) de ce taxon est Bactericera trigonica Hodkinson, 1981.

## Publication originale
- (en) I.D. Hodkinson, « Status and taxonomy of the Trioza (Bactericera) nigricornis Förster complex (Hemiptera: Triozidae) », Bulletin of Entomological Research, vol. 71, no 4,‎ 1981, p. 671-679 (lire en ligne)